# بادية بني كبير
بادية بني كبير: أحد مراكز إمارة منطقة الباحة، تقع في جنوب شرق الباحة على مسافة 70 كيلاً. ويقطنها 1378 نسمة.